# Le Dernier Tueur
Pour plus de détails, voir Fiche technique et Distribution.
Le Dernier Tueur (L'ultimo killer) est un western spaghetti italien sorti en 1967, réalisé par Giuseppe Vari.

## Synopsis
Le père de Ramon possède une petite ferme et comme ses semblables dans les environs il est débiteur d'un riche propriétaire, John Barrett. Alors qu'il vient payer ses dettes à Barrett, Ramon tombe dans une embuscade : il est battu, volé et laissé inconscient. Quand il arrive chez Barrett pour demander un délai pour payer, il reconnaît parmi les employés de Barrett l'un de ses agresseurs. Mais Barrett ne prend pas son parti, c'est plutôt le contraire : il est torturé... mais parvient à s'échapper. Quand il arrive chez lui, toute sa famille a été tuée, et cela à la demande de Barrett. Ramon décide de se venger et s'entraine pour être pistolero.

## Fiche technique
- Titre français : Le Dernier Tueur ou  Un homme, une arme[1]
- Titre original italien : L'ultimo killer
- Réalisation : Giuseppe Vari
- Production : Sergio Garrone, Franco Committeri, Mario Rossi, Luciano Pappalardo, pour Juppiter Generale Cinematografica, Rofilm  Garfilm et Castor Film[1]
- Scénario : Augusto Caminito
- Musique : Roberto Pregadio
- Photographie : Angelo Filippini
- Montage : Giuseppe Vari
- Costumes : Marcella De Marchis[1]
- Année de sortie : 1967
- Durée : 88 min
- Pays de production :  Italie
- Langue : italien
- Date de sortie :
  - France : 8 février 1973[1]

## Distribution
- George Eastman : Ramón / Chico
- Dragomir Bojanić (sous le pseudo d'Anthony Ghidra) : Rezza / Rocco
- Dana Ghia : Molly - propriétaire du saloon
- Daniele Vargas : John Barrett
- Mirko Ellis : Stevens
- Gianni Medici : Bart / Burt
- John McDouglas : père de Ramón
- Frank Fargas : Mack McRay
- Fred Coplan : Slim
- Valentino Macchi
- John Mathios
- Anton de Gortes
- Paul Real
- Max Fraser
- Remo Capitani : homme de main de Barrett
- Giuseppe Castellano : homme de Barrett barbu
- Amerigo Castrighella : homme de main de Barrett
- Giulio Maculani : shérif